# 坂井卓三
坂井 卓三（さかい たくぞう、1900年12月12日 - 1954年9月18日）は、日本の物理学者。専門は量子力学や高分子物理学、統計力学など多岐にわたる。
静岡県出身。東京帝国大学理学部物理学科を1924年に卒業。東京帝国大学工学部講師から1929年に同大学理学部助教授を経て、1939年に教授に就任した。1940年には大学在職のまま、小林理学研究所（リオンの前身）の研究員を兼務した。1939年に朝永振一郎が東京帝国大学から理学博士号を取得した際、仁科芳雄・落合麒一郎とともにその論文審査をおこなった。

## 著書
- 『量子力学序論』大日本気象学会、1935年。NDLJP:1148757
- 『熱学の理論』誠文堂新光社、1947年。NDLJP:1142564
- 『一般力学』東西出版社、1948年。NDLJP:1063555
- 『初等力学』岩波書店、1951年。